# Couloutre
Couloutre – miejscowość i gmina we Francji, w regionie Burgundia-Franche-Comté, w departamencie Nièvre.
Według danych na rok 1990 gminę zamieszkiwało 227 osób, a gęstość zaludnienia wynosiła 11 osób/km² (wśród 2044 gmin Burgundii Couloutre plasuje się na 685. miejscu pod względem liczby ludności, natomiast pod względem powierzchni na miejscu 422.).